# Phil Manzanera
Phil Manzanera (ur. jako Philip Geoffrey Targett-Adams 21 stycznia 1951 w Londynie) – brytyjski muzyk i kompozytor, a także producent muzyczny. Phil Manzanera znany jest przede wszystkim z występów w zespole Roxy Music, w którym grał na gitarze w latach 1972–1983 i 2001–2014. Od 1975 roku prowadzi solową działalność artystyczną.
Jako producent współpracował z takimi wykonawcami jak: John Cale, Split Enz, Tania Libertad, Nina Hagen, Héroes del Silencio, Os Paralamas do Sucesso, Fito Páez, Antonio Vega, Aterciopelados, Robi Draco Rosa, David Gilmour, Enrique Bunbury, The Hall Effect oraz Pink Floyd.
Twórczość Phil Manzanery określono jako m.in. art rock, rock progresywny i rock.

## Wybrana dyskografia
| Albumy solowe - Diamond Head (1975) - K-Scope (1978) - Primitive Guitars (1982) - Southern Cross (1990) - Vozero (1999) - 6PM (2004) - 50 minutes later (2005) - Firebird V11 (2008) |  | Współpraca - The Explorers (oraz Andy Mackay, 1985) - Wetton Manzanera (oraz John Wetton, 1986) - The Wasted Lands (oraz Nowomowa, 1988) - Crack The Whip (oraz Andy Mackay, 1988) - Up In Smoke (oraz Andy Mackay, 1989) - Mato Grosso (oraz Sergio Dias, 1990) - Boleros Hoy (oraz Tania Libertad, 1991) - Live at the Palace (oraz Andy Mackay, 1997) |